# Resül Güne
Resül Güne (ur. 2004) – turecki zapaśnik walczący w stylu wolnym. 
Zajął dziewiąte miejsce na mistrzostwach Europy w 2025. Trzeci na ME U-23 w 2025 roku.